# Мечеть Чавк

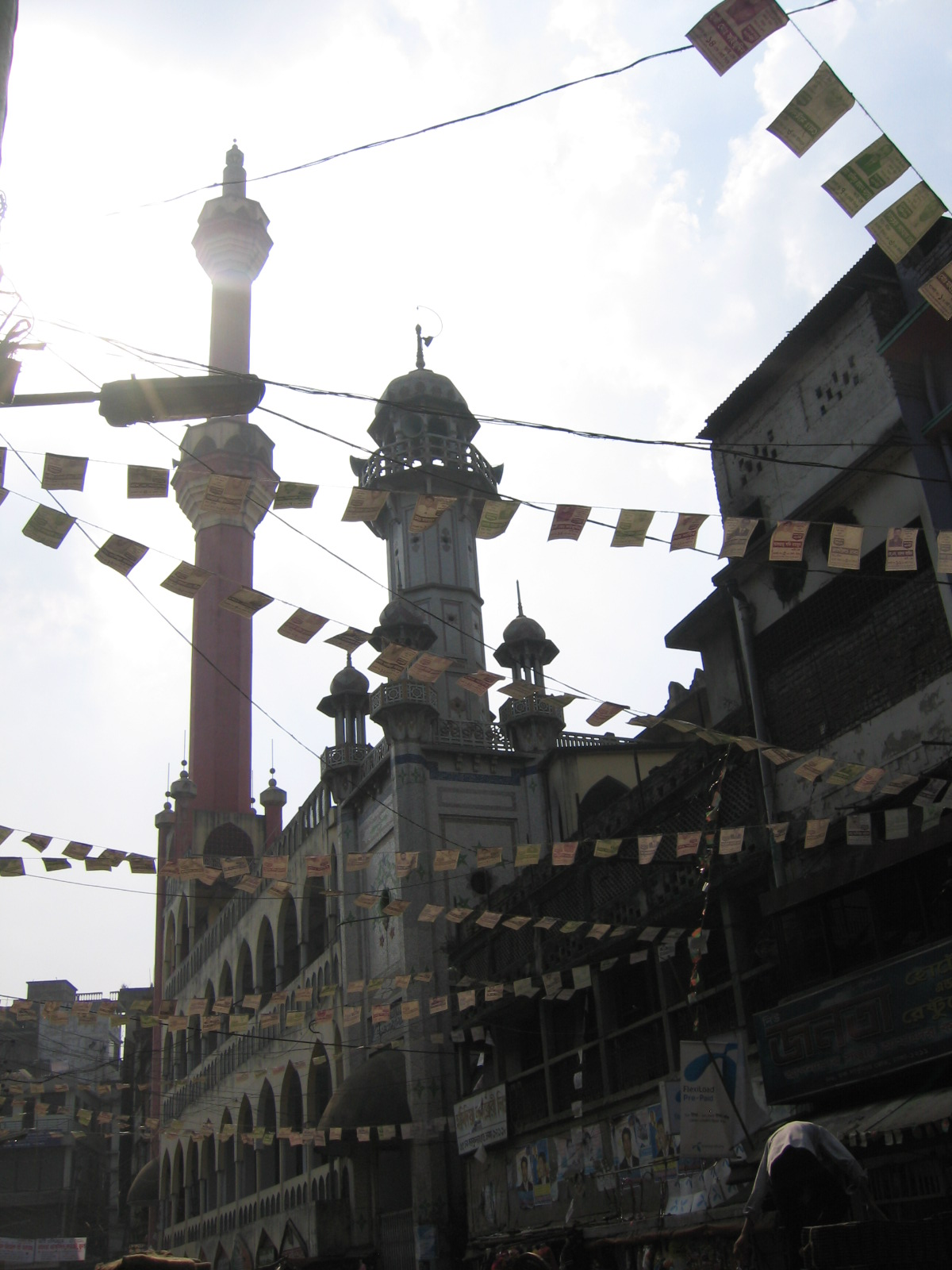
Мечеть Чавк

Мечеть Чавк — мечеть, що знаходиться в місті Дакка, Бангладеш, розташована на території базару старого міста, на південь від нинішнього центру міста.

## Історія та архітектура
Спочатку побудована, ймовірно, під час правління Моголів у XVII столітті, і може вважатися ранньою (старою) мечеттю в Бенгалії, побудованою на високому склепінчастому фундаменті. Сьогодні оригінальне спроектування будівель було втрачено після низки багаторазових реконструкцій та розширень. Оригінальний дах із трьома куполоподібними мечетями було знищено.
Над головним дверним отвором мечеті є напис перською мовою - запис про дату будівництва мечеті Шаїста-ханом в 1676.